# منظمة كولتور ليج

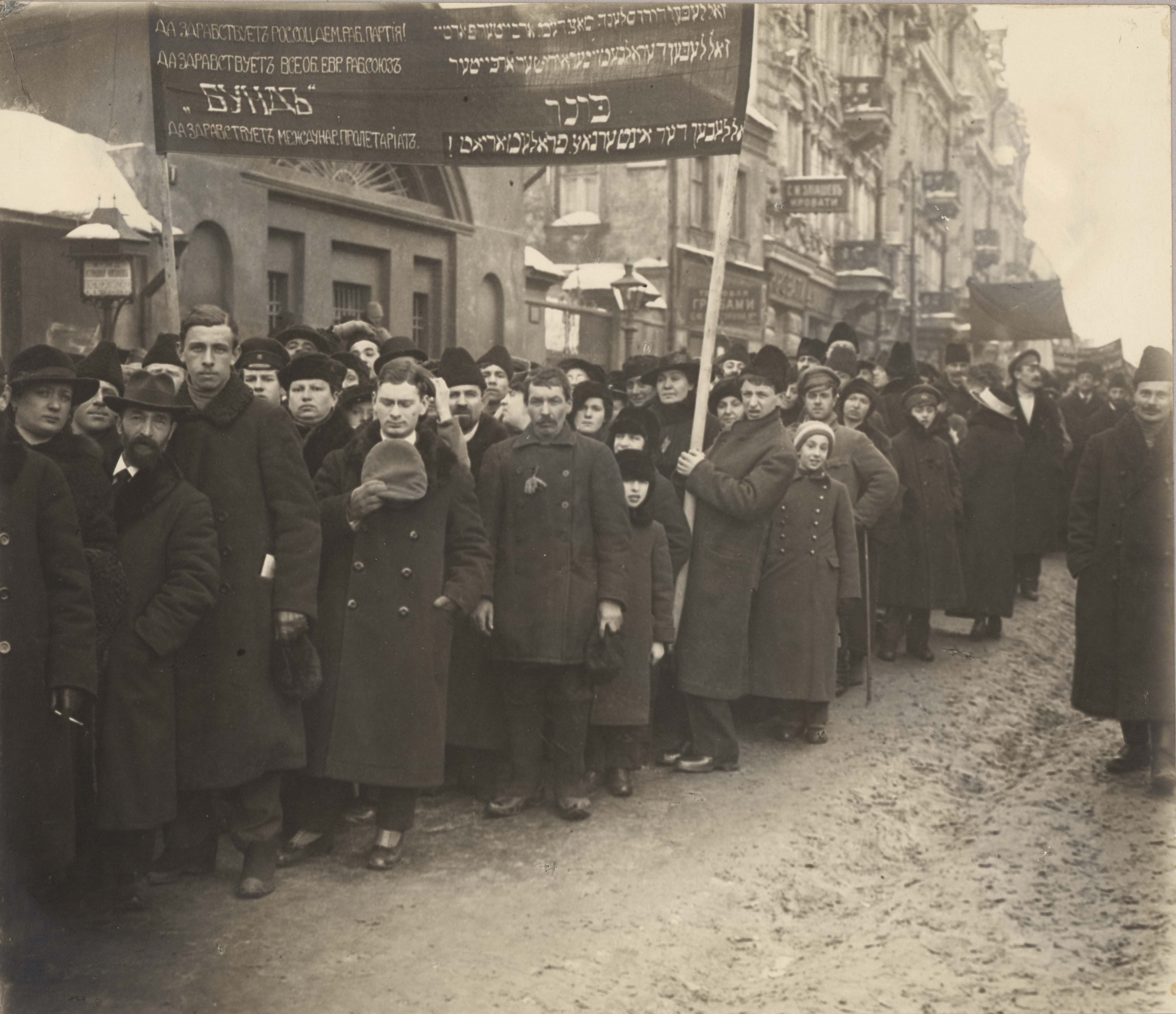

كانت منظمة كولتور ليج (التحالف الثقافي) منظمة علمانية اشتراكية يهودية، تأسست على يد الجبهة اليهودية العامة ليبور بوند التي تأسست في كييف عام 1918، وكان هدفها ترويج الأدب والمسرح والثقافة في اللغة اليديشية. أنشأ التحالف عدة نشاطات، بما في ذلك العروض المسرحية، الأمسيات الشعرية، والحفلات الموسيقية باللغة اليديشية بهدف نشر الفن اليهودي في أوروبا الشرقية وروسيا. كان مصمم الديكور مسرحي بوريس أرونسون واحد من الأعضاء البارزين في المنظمة (والذي عمل لاحقا في مسرح برودواي)، والفنان والمهندس المعماري إل ليسستزكي، والكاتب ديفيد برجلسون، والنحات جوسيف تشيكوف، والكاتب بيرتس ماركيش، والشاعر ديفيد هوفستاين، وإسحاق بن رايباك. أُعدم لاحقا برجلسون وماركيش وهوفستاين بأمر من جوزيف ستالين في ليلة تدعى ليلة الشعراء المقتولين عام 1952.
الفنانون أمثال رايباك وليستزكي، الذين كانا من أعضاء المنظمة، حاولوا تطوير نموذج يهودي مميز ومتحضر حيث تستعمل الفن تجريدي كطرق تعبيرية ونشر ثقافة شعبية.
نشر البيان الرسمي للمنظمة في آب 1919، والذي نص على:
" إن هدف الكولتور ليج هو المساعدة على خلق ثقافة علمانية يديشية جديدة في اللغة اليديشية، في أشكال القومية اليهودية، مع القوى الحية للجماهير اليهودية الواسعة، بروح الشخص العامل والانسجام مع أمثلتهم العليا للمستقبل."
كما أنه أدرج أيضا «الأعمدة الثلاثة» للكولتور ليج على أنها ثقافة يديشية للناس، الأدب اليديشي والفن اليديشي.
عام 1919 قام أعضاء المنظمة فيكتور ألتر وهنرك برلوي بإنشاء معرضا كبيرا للفن اليهودي البولندي في بياويستوك تحت اسم «المعرض الأول للرسم والنحت اليهودي». استهدف المعرض المجتمع اليهودي المتحدث باليديشية وكذلك العمال البولنديين في المدينة. وخلال العام ذاته، ساعدت المنظمة على رعاية ثلاث وستين مدرسة يديشية، خمس وأربعين مكتبات والعديد من المؤسسات الثقافية والتعليمية الأخرى.
عام 1920، سيطر البلاشفة والفرع اليهودي للحزب الشيوعي السوفيتي الذي يدعى يفسيكتسيا على فرع المنظمة في كييف وتم خضعه لبيروقراطية الدولة السوفيتية. سُلبت آلة الطباعة ومنعت أوراقها من النشر، كما تم حل لجنتها المركزية بالقوة. نتيجة لذلك، أصبح فرع وارسو المركز الأساسي للمنظمة.
بعد ذلك، واصل أعضاء الكولتور ليج المتبقين في الاتحاد السوفيتي العمل تحت رعاية يفسيكتسيا كدار للنشر، تتركز أساسا على الكتب اليديشية للأطفال. في بولندا، أنشأت المنظمة مكاتبا في مدن أخرى مثل فيلنيوس ووودج. عام 1924، بدأت بإصدار مجلة لترارشي بليتر (استنادا إلى البولندية Wiadomosci Literackie) (أخبار الأدب) والتي أصبحت المنتدى الرئيسي لمناقشات مواضيع الفن والمسرح والأدب على يد المثقفين اليديشين.